# Clarias alluaudi
Clarias alluaudi és una espècie de peix de la família dels clàrids i de l'ordre dels siluriformes.

## Morfologia
Els mascles poden assolir els 35 cm de llargària total.

## Distribució geogràfica
Es troba a Àfrica: llacs Victòria, Edward i Tanganyika.